# Emma Eckstein
Emma Eckstein (Vienna, 28 gennaio 1865 – Vienna, 30 luglio 1924) è stata una paziente precoce di Sigmund Freud che successivamente ha esercitato la professione di psicoanalista.

## Biografia
Emma Eckstein proveniva da un'importante famiglia socialista e fu un membro attivo del movimento femminista viennese. A 27 anni si recò da Freud in cerca di un trattamento per alcuni sintomi, tra cui disturbi di stomaco e una lieve depressione legati alle mestruazioni. Freud diagnosticò alla Eckestein un'isteria e credeva che si masturbasse in eccesso, il che era allora considerato pericoloso per la salute mentale. Freud sospettava, inoltre, una "nevrosi nasale riflessa", malattia resa popolare dal suo amico e collaboratore Wilhelm Fliess, specialista in otorinolaringoiatria. Fliess aveva trattato la nevrosi nasale riflessa cauterizzando l'interno del naso in anestesia locale utilizzando la cocaina come anestetico e si accorse che il trattamento dava risultati positivi, nel senso che i suoi pazienti diventavano meno depressi, e pensò che se la cauterizzazione era stata temporaneamente utile, con la chirurgia si sarebbero ottenuti risultati più duraturi. Cominciò quindi ad operare i pazienti a cui diagnosticava la malattia, tra cui la Eckstein e lo stesso Freud.
L'intervento chirurgico a cui fu sottoposta la Eckstein fu un disastro. Soffrì a causa di una terribile infezione ed emorragia abbondante per qualche tempo. Freud chiamò uno specialista, suo vecchio compagno di scuola, il dottor Ignaz Rosannes, che tolse una massa di garza chirurgica che Fliess non aveva rimosso. Le cavità nasali della Eckstein erano state talmente danneggiate che rimase permanentemente sfigurata. Freud inizialmente attribuì questo danno all'intervento chirurgico ma in seguito, come per tentare di rassicurare Fliess, ribadì la sua convinzione che i sintomi nasali iniziali fossero stati causati dall'isteria.
| Controllo di autorità | VIAF (EN) 65430818 · ISNI (EN) 0000 0000 2547 9215 · LCCN (EN) n85050254 · GND (DE) 1021283231 · BNF (FR) cb17716976q (data) · J9U (EN, HE) 987007272013805171 |